# Liolaemus chavin
Espèce
Statut de conservation UICN

 NT  : Quasi menacé
Liolaemus chavin est une espèce de sauriens de la famille des Liolaemidae.

## Répartition et habitat
Cette espèce est endémique du Pérou. Elle se rencontre entre 3 535 et 4 450 m d'altitude dans les régions d'Ancash et de Huánuco. Elle vit dans la puna.

## Étymologie
Cette espèce est nommée en l'honneur de la culture Chavín.

## Publication originale
- Aguilar, Wood, Cusi, Guzmán, Huari, Lundberg, Mortensen, Ramírez, Robles, Suárez, Ticona, Vargas, Venegas & Sites, 2013 : Integrative taxonomy and preliminary assessment of species limits in the Liolaemus walkeri complex (Squamata, Liolaemidae) with descriptions of three new species from Peru. ZooKeys, no 364, p. 47-91 (texte intégral).